# 1409
1409(천사백구)는 1408보다 크고 1410보다 작은 자연수다.

## 수학
- 223번째 소수(素數)다. 앞의 소수는 1399, 다음 소수는 1423이다.
  - 48번째 슈퍼 소수로, 1409의 소수 순번인 223도 소수다. 앞의 슈퍼 소수는 1297, 다음은 1433이다.
  - 46번째 소피 제르맹 소수로, {\displaystyle 1409\times 2+1}의 값인 2819도 소수(안전 소수)다. 앞의 소피 제르맹 소수는 1289, 다음은 1439다.
  - 20번째 프로트 소수다. 앞의 프로트 소수는 1217, 다음은 1601이다.

{\displaystyle (1409=11\times 2^{7}+1)}
- 피타고라스 삼조의 빗변의 길이이다. ({\displaystyle 159^{2}+1400^{2}=1409^{2}})[a]
- {\displaystyle 1409=25^{2}+28^{2}}
  - 서로 다른 두 자연수의 제곱합으로 나타낼 수 있는 수다.
- {\displaystyle 72^{8}-1}은 1409로 나누어떨어진다.

## 과학·기술
- NGC 1409(영어판): 황소자리 방향에 있는 렌즈형은하.
- 1409 이스코(영어판): 소행성.
- 코스모스 1409호(영어판): 소련의 인공위성.

## 문화유산
- 대한민국의 보물 제1409호: 대방광불화엄경소 권48, 64, 83

## 기타
- 연도: 1409년, 기원전 1409년

## 같이 보기
- 1000